# الفرش الحرجي
الفرش الحرجي هو طبقة فوق التربة تتكون من بقايا النباتات أو جثث الحيوانات تسمى الفرش الحرجي.
وتتحلل هذه الأوراق بفعل حيوانات التربة الصغيرة كالكلمبولات، وحمار قبان، وديدان الأرض، وكائنات حية أخرى دقيقة كالفطريات والبكتيريا. فتتحول بقايا هذه الأوراق إلى غبار أسمر اللون يسمى الدبال، ثم إلى أملاح معدنية، تستفيد منها النباتات الخضراء من جديد. الدبال سماد طبيعي لا ينحصر تكونه على أوراق الأشجار بل العنصر الأساسي فيه هو روث البهائم. ويتكون أيضاً من جثث الحيوانات الميتة.
وبصفة عامة، إن الفرش الحرجي هي البقايا العضوية على الطبقة السطحية من روث البهائم، جثث الحيوانات والأوراق المتساقطة من الأشجار.